# Brookfield (Nuevo Hampshire)
Brookfield es un pueblo ubicado en el condado de Carroll en el estado estadounidense de Nuevo Hampshire. En el Censo de 2010 tenía una población de 712 habitantes y una densidad poblacional de 11,83 personas por km².

## Geografía
Brookfield se encuentra ubicado en las coordenadas 43°33′54″N 71°4′52″O / 43.56500, -71.08111. Según la Oficina del Censo de los Estados Unidos, Brookfield tiene una superficie total de 60.2 km², de la cual 59.13 km² corresponden a tierra firme y (1.77%) 1.07 km² es agua.

## Demografía
Según el censo de 2010, había 712 personas residiendo en Brookfield. La densidad de población era de 11,83 hab./km². De los 712 habitantes, Brookfield estaba compuesto por el 97.75% blancos, el 0% eran afroamericanos, el 0.7% eran amerindios, el 0% eran asiáticos, el 0% eran isleños del Pacífico, el 0.14% eran de otras razas y el 1.4% pertenecían a dos o más razas. Del total de la población el 0.7% eran hispanos o latinos de cualquier raza.